# 格里斯毛爾山
47°33′4″N 14°59′0″E / 47.55111°N 14.98333°E

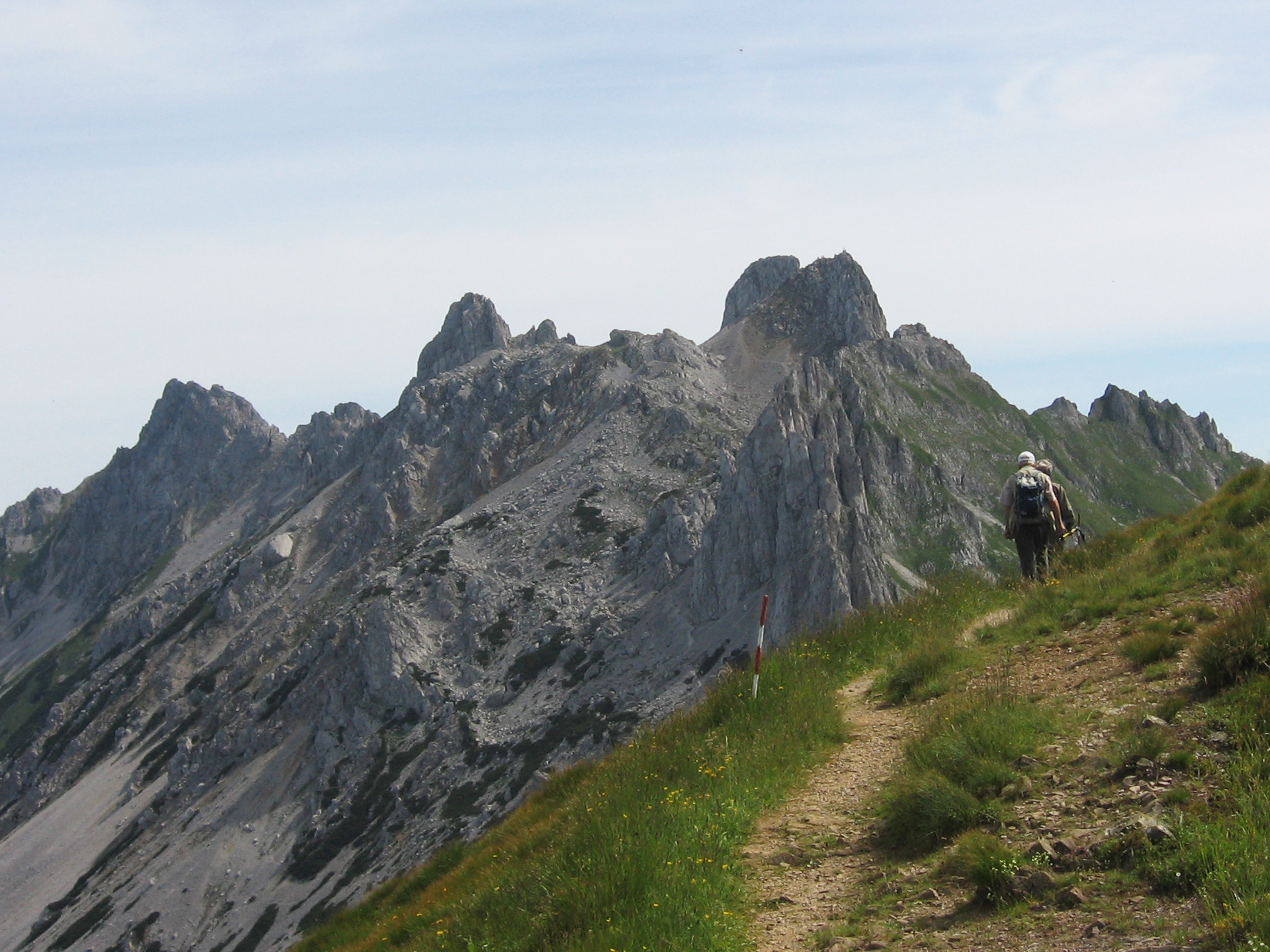

格里斯毛爾山（德語：Griesmauer），是奧地利的山峰，位於該國東南部，由施泰爾馬克州負責管轄，屬於上施瓦布山脈的一部分，海拔高度2,034米，每年平均降雨量1,594毫米。